# مارچنا (اسپانیا)
مارچنا (به اسپانیایی: Marchena) یک دهستان در اسپانیا است که در سبیا واقع شده‌است. مارچنا ۳۷۸٫۲۵ کیلومتر مربع مساحت و ۱۹٬۹۸۴ نفر جمعیت دارد و ۱۵۰ متر بالاتر از سطح دریا واقع شده‌است.